# Posplošena permutacijska matrika
Posplošena permutacijska matrika je matrika, ki ima podobno obliko kot permutacijska matrika. To pomeni, da ima samo po en od nič različen element v vsaki vrstici in vsakem stolpcu. Za razliko od permutacijske matrike lahko ima posplošena permutacijska matrika elemente, ki niso enaki 1. Posamezni elementi imajo lahko poljubno od nič različno vrednost.

## Zgled
{\displaystyle {\begin{bmatrix}0&0&3&0\\0&-2&0&0\\1&0&0&0\\0&0&0&1\end{bmatrix}}.}
Obrnljiva matrika {\displaystyle A\,} je posplošena permutacijska matrika, če in samo, če se lahko zapiše kot produkt obrnljive diagonalne matrike {\displaystyle D\,} in permutacijske matrike {\displaystyle P\,}:
{\displaystyle A=DP\,}
Ta vrsto matrik se imenuje tudi monomialne matrike.